# ピンクストン磁器

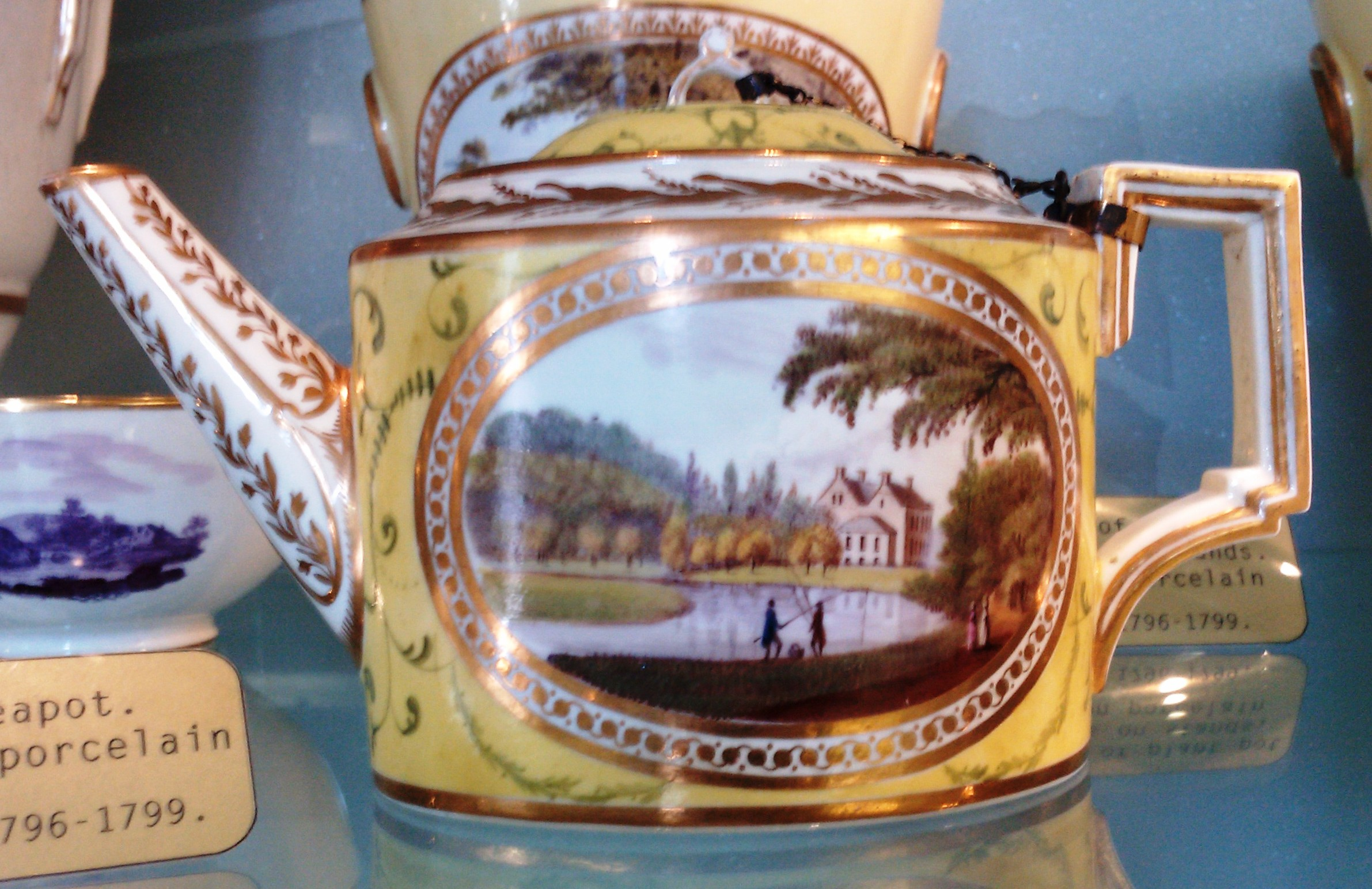
ブルックヒル・ホールを描いたピンクストン磁器のティーポット

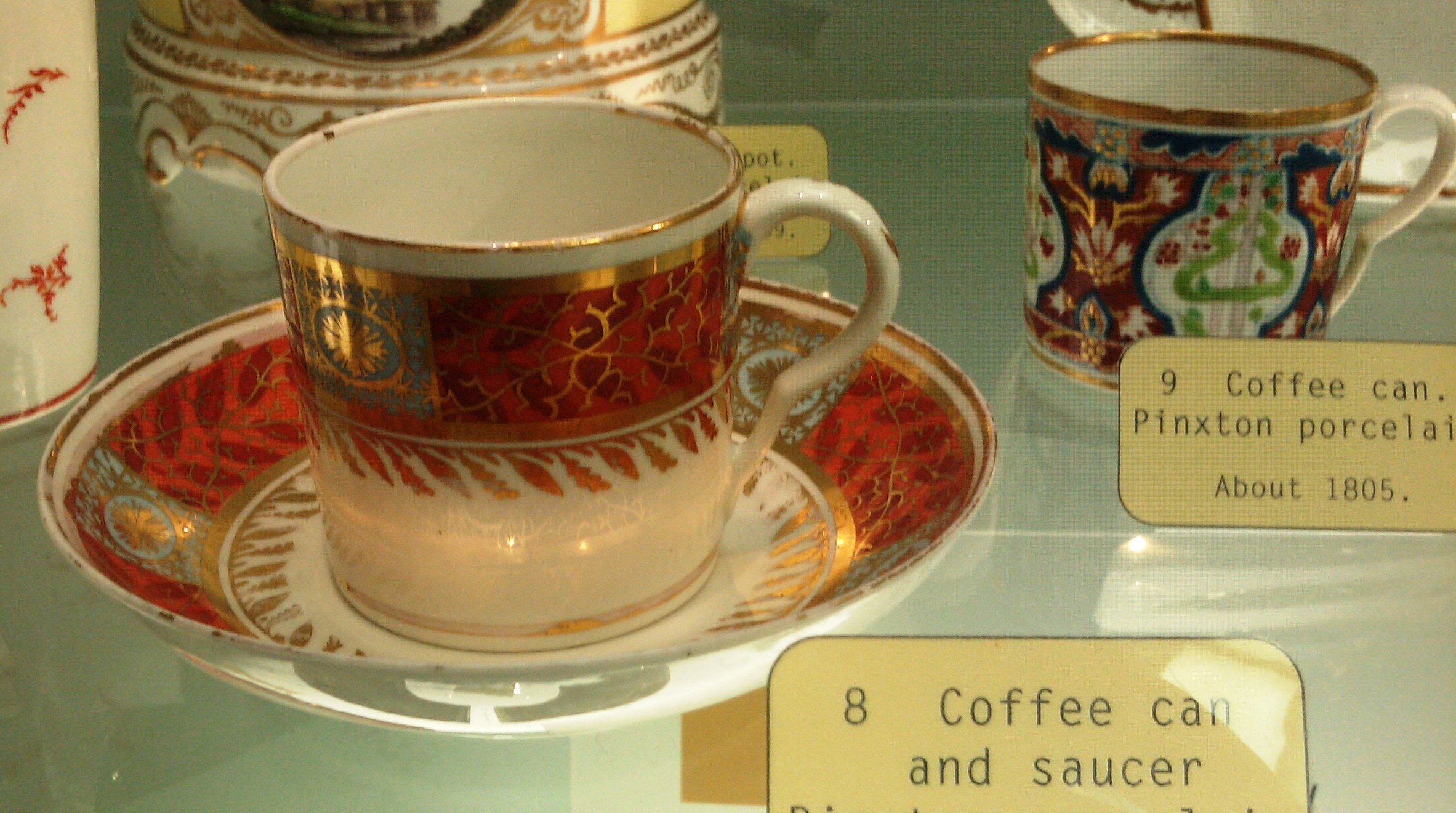
ピンクストン磁器のコーヒーカップと受け皿

ピンクストン磁器（ピンクストンじき、英: Pinxton Porcelain）は、ジョン・コークとウィリアム・ビリングズリーがイングランド・ダービーシャーのピンクストンで製作した磁器類。

## 沿革
ピンクストン磁器はジョン・コーク（ドゥーズ・コーク牧師の三男）の土地を借りて開かれた。彼は、実業家かつ絵付師のウィリアム・ビリングズリーと共に事業に参加した。ダービーの工房で修行を積んでいたビリングズリーは、この頃には絵付けの高い技量で有名になっていたが、彼はまたザカリア・ボアマンから学んだと思われる磁器のレシピを完璧とすることに関心を持っていた。最終的にビリングズリーは工房を去り、しばらくの間マンスフィールドで、輸入磁器の装飾を手がける装飾工房を開いた。ジョン・コークは事業を1799年-1806年の間続け、1801年-1802年の間はヘンリー・バンクスを共同事業者として迎えた。
コークは1806年4月にスザンナ・ウィルモットと結婚し、磁器事業は1813年まで装飾責任者だったジョン・カッツの下で続けられたが、コークの関心はピンクストンでの炭鉱事業に移ってしまい、彼は家族と共にダブデール・ホールへ移り住んだ。

## 遺産
ピンクストン磁器の人気は根強く、この工房と製品に興味を持つ人たちの同好会が1996年に結成された。この会は会誌を発行し、まとまった展覧会を開いてきている。写真のティーポットはピンクストン工房で製作されたものであり、ジョン・コークの邸宅だったブルックヒル・ホールが描かれている。このティーポットは、ダービー博物館が持つピンクストン磁器コレクションの一部である。